# Monarcha
Monarcha é um género de ave da família Monarchidae.
Este género contém as seguintes espécies:
- Monarcha axillaris
- Monarcha barbatus
- Monarcha boanensis
- Monarcha brehmii
- Monarcha browni
- Monarcha castaneiventris
- Monarcha castus
- Monarcha chrysomela
- Monarcha cinerascens
- Monarcha erythrostictus
- Monarcha everetti
- Monarcha frater
- Monarcha godeffroyi
- Monarcha guttulus
- Monarcha infelix
- Monarcha julianae
- Monarcha leucotis
- Monarcha leucurus
- Monarcha loricatus
- Monarcha melanopsis
- Monarcha manadensis
- Monarcha menckei
- Monarcha mundus
- Monarcha pileatus
- Monarcha richardsii
- Monarcha rubiensis
- Monarcha sacerdotum
- Monarcha takatsukasae
- Monarcha trivirgatus
- Monarcha verticalis
- Monarcha viduus